# Angus Holden (3e baron Holden)
Angus William Eden Holden, 3e baron Holden et 4e baronnet Holden (1er août 1898 - 6 juillet 1951), est un homme politique libéral britannique puis travailliste.

## Biographie
Holden est le fils d'Ernest Illingworth Holden, 2e baron Holden, et de sa première épouse Ethel (née Cookson), et accède à la baronnie à la mort de son père en 1937.
Il se présente comme le candidat libéral de Tottenham Nord aux élections générales de 1929.
Il est vice-président de la Chambre des lords en 1947 et sert dans le Gouvernement Attlee en tant que sous-secrétaire d'État aux relations avec le Commonwealth de mars à juillet 1950.
Lord Holden est décédé en juillet 1951, à l'âge de 52 ans. Il ne s'est jamais marié; à sa mort, la baronnie s'éteint. Il est remplacé comme baronnet par son parent Isaac Holden, 5e baronnet.